# O Diário Africano de Bill Bryson
O Diário Africano de Bill Bryson é um livro de viagem do escritor Bill Bryson que foi publicado em 2002. O livro detalha uma viagem que Bryson fez ao Quênia e descreve as experiências que adquiriu nesta viagem, além de observações sobre a cultura, geografia e política do Quênia, bem como suas visitas a projetos de combate à pobreza administrados pela CARE International, para os quais doou todos os royalties do livro.

## Recepção
Em uma crítica publicada no The Guardian, Lionel Shriver descreveu o livro como "menos um livro do que um panfleto". Shriver também não gostou do tom do livro, uma vez que critica o senso humorístico utilizado.